# Biografielijst Mb

## Mba
- Gabriël Léon M'ba (1902-1967), Gabonees politicus, premier en president
- Modeste M'bami (1982-2023), Kameroens voetballer
- Martial Mbandjock (1985), Frans atleet
- Françoise Mbango Etone (1976), Kameroens atlete
- Nelly Mbangu, Congolese mensenrechtenactiviste
- Elyas M'Barek (1982), Oostenrijks-Tunesisch-Duits acteur
- Kéba Mbaye (1924-2007), Senegalees rechtsgeleerde en sportbestuurder

## Mbe
- Govan Mbeki (1910-2001), Zuid-Afrikaans politicus
- Thabo Mbeki (1942), Zuid-Afrikaans president

## Mbo
- Christine Mboma (2003), Namibisch atlete
- Patrick Mboma (1970), Kameroens voetballer
- Jason Mbote (1977), Keniaans atleet
- Ilombe Mboyo (1987), Belgisch voetballer
- Amadou-Mahtar M'Bow (1921-2024), Senegalees politicus en bestuurder

## Mbu
- Andréa Mbuyi-Mutombo (1990), Belgisch voetballer